# クリラッド
クリラッド（CRIIRAD; Commission de recherche et d'information indépendantes sur la radioactivité, 放射能に関する調査および情報提供の独立委員会）はフランスの放射能に関する独立系の環境保護NGOで、チェルノブイリ原子力発電所事故を受けて1986年5月にミシェル・リヴァジ欧州議会議員の首唱により成立された。第一の目標は市民の放射線防護である。

## 組織
クリラッドには50人の研究者が所属し約5000人の会員に支えられている。マルクール原子力地区に近いドローム県ヴァランスに仏保健省の技術資格認定証を受けた研究所をもつ。フランスと国外でも測定を行う。ミシェル・リヴァジは初代の事務局長だったが、1997年ロラン・デボールドがリヴァジに代わって事務局長になった。2001年からベラルーシへの支援も行い、2005年に健康被害を調査したために幽閉されていた元ゴメリ医科大学学長のユーリ・バンダジェフスキー教授と共同の生物医療研究室をミンスクに設立した。

## 活動
- 分析所での調査と環境中の放射能汚染の測定。
- 公的機関・原子力関連施設に対する監視・情報公開請求と市民への情報の提供（機関紙『トレ・デュニオン』）。
- 基準の遵守や汚染対応などを求めることによる住民の防護。

### 近年
福島第一原子力発電所事故から、フランスの空気中の放射線量に関しての自主的な情報を中心にしているが、同時に日本の状態についても情報を発表。日本語版コミュニケ（声明）を発している。

## 脚註
1. ↑  渡辺美紀子、2007